# Nervio dorsal del clítoris
El nervio dorsal del clítoris es un nervio en mujeres que parte como una rama terminal del nervio pudendo y, como su nombre lo indica, inerva al clítoris, así como la sínfisis púbica. 

## Trayecto
Emerge del llamado canal de Alcock y, en su trayectoria, el nervio dorsal del clítoris se divide en dos ramas, la rama clitorídea y la rama pubiana, el cual alcanza la arcada pubiana y el conducto inguinal.